# فیکس استارز
فیکس استارز (انگلیسی: Fixstars) شرکت نرم‌افزار آمریکایی است، که در سال ۱۹۹۹ تأسیس شد.